# Cyberterrorisme
Cyberterrorisme is het gebruik van op internet gebaseerde aanvallen in terroristische activiteiten, waaronder daden van opzettelijke en grootschalige verstoring van computernetwerken, in het bijzonder van personal computers aangesloten op het internet, door middel van hulpmiddelen, zoals computervirussen.

## Definitie
Er is discussie over de fundamentele definitie van de reikwijdte van cyberterrorisme. Er is variatie in de kwalificatie door de motivatie, doelen, methoden, en de centrale ligging van het computergebruik in de handeling. Afhankelijk van de context, kan cyberterrorisme aanzienlijk overlappen met cybercrime of gewone terrorisme.
Terrorismedeskundigen spreken reeds geruime tijd over de mogelijkheid van cyberterrorisme maar met zeldzame uitzonderingen zoals Walter Laqueur in de jaren 1990 (toen het concept nog in de kinderschoenen stond) wordt de meeste nadruk gelegd op de algemene onwaarschijnlijkheid van een echt cyberterrorisme scenario. De redenen hiertoe zijn in grote lijnen:
- Cyberterrorisme in de strikte zin is nog nooit gebeurd[2]
- Cybersecurity inbreuken die worden aangehaald als bewijs van de mogelijkheid van cyberterrorisme zijn over het algemeen overdreven[3]
- Kritieke infrastructuren zijn meestal niet verbonden met het internet[3]
- Cyberaanvallen zijn in de praktijk zeer moeilijk uit te voeren[3]
- Cyberaanvallen hebben een beperktere psychologische impact in vergelijking met fysieke aanvallen[4]
- (Al Qaeda) terroristen hebben een ideologisch belang in bloedvergieten die onconventionele activiteiten uitsluit[5]
- Terroristen beschikken meestal niet over de noodzakelijke vaardigheden, en hebben meestal niet het vertrouwen in anderen om het werk voor hen te doen[6]

Met sommige van de bovenvermelde beweringen kan je het moeilijk oneens zijn maar andere (zoals het idee dat Al Qaeda terroristen slechts geïnteresseerd zijn in vergieten van bloed) lijken duidelijk vals. Zo hebben Al-Qaeda terroristen in het verleden aanslagen uitgevoerd op economische doelen die, hoewel zij potentieel dodelijk zijn, in de eerste plaats niet bedoeld waren om mensenlevens op te eisen. Een voorbeeld hiervan is onder andere de Abdullah Azzam Brigades aanval op de Japanse tanker M-Star voor de kust van de Verenigde Arabische Emiraten in augustus 2010. In het communiqué naar aanleiding van deze aanval, zijn specifiek economische redenen gegeven voor de aanval in plaats van motieven zoals wraak.

## Geschiedenis
De publieke belangstelling voor cyberterrorisme begon in de late jaren 1980. Terwijl het jaar 2000 naderde groeide de angst en de onzekerheid over de millenniumbug en verhoogde het belang in het onderzoek naar potentiële cyberterroristische aanvallen. Hoewel de millenniumbug  geenszins een terroristische aanslag of een complot tegen de wereld of de Verenigde Staten was, werkte het zeker als een katalysator om de angst van een mogelijk grootschalige verwoestende cyberaanval aan te wakkeren.
De terreuraanslagen in de Verenigde Staten op 11 september 2001 en de door de VS geleide War on Terror  brachten de potentiële bedreigingen van cyberterrorisme verder in de media-aandacht. Een dag na de terroristische aanslagen op het World Trade Center en het Pentagon kwam het Senate Governmental Affairs Committee bijeen voor een onderzoek over de vitale informatiestructuren. Hoewel de gebeurtenissen van 11 september 2001 geen aanval waren op informatiesystemen, onderzochten de leden van de commissie hoe deze systemen door terroristische aanslagen ontregeld zouden kunnen worden en wat er gedaan kon worden om dergelijke risico’s te minimaliseren. Volgens de voorzitter van de commissie, senator Joseph Lieberman vormden de gebeurtenissen van 11 september het begin van een nieuw tijdperk voor Amerikaanse nationale veiligheid.

## Gevaar van cyberterrorisme

### Doelen
Voor een inschatting van het potentiële gevaar van cyberterrorisme moet een analyse worden gemaakt van twee factoren. Ten eerste: welke doelen zijn kwetsbaar voor aanslagen die kunnen leiden tot geweld of substantiële schade? Ten tweede: welke actoren zijn gemotiveerd en in staat om deze aanvallen uit te voeren?
De stabiliteit van samenlevingen is steeds meer afhankelijk van het goed en betrouwbaar functioneren van informatie- en communicatietechnologieën. Er zijn diverse infrastructuren aanwezig die kwetsbaar zijn voor cyberterroristische aanvallen. In veel landen vertonen de stroomvoorziening en noodsystemen zwakheden die relatief makkelijk benut kunnen worden door tegenstanders die alleen maar gebruikmaken van publiek toegankelijke instrumenten op het internet. Vitale infrastructuren zijn juist zo kwetsbaar omdat zij zo nauw met elkaar verweven en van elkaar afhankelijk zijn: interconnectiviteit leidt tot een domino-effect.

### Actoren
Wie zijn de actoren die het vermogen en de motivatie hebben om cyberaanvallen uit te voeren? Hackers beschikken over de kennis, vaardigheden en instrumenten die nodig zijn om computersystemen aan te vallen. In het algemeen hebben zij echter niet de motivatie om geweld te veroorzaken of ernstige economische of sociale schade aan te richten. Omgekeerd beschikken terroristen die gemotiveerd zijn om geweld te gebruiken vaak niet over de capaciteiten en middelen om een dergelijke mate van schade in cyberspace te veroorzaken. Er bestaan diverse typen van terroristische groepen: religieuze extremisten, etno-nationalistische separatisten, links-extremisten en rechts-extremisten. Deze groepen variëren in termen van motivatie, omvang (en dus van interne en externe bronnen), leeftijd, parlementaire vertegenwoordiging, politieke achterban, vijand en theater van operaties. Van alle terroristische groepen en stromingen zijn waarschijnlijk vooral de religieus extremistische groepen in staat én bereid om gecoördineerde cyberaanslagen uit te voeren die diepgaande ontwrichting en grootschalige schade veroorzaken.
Hackersgroepen zijn psychologisch en organisationeel ongeschikt voor cyberterrorisme. Het zou ook tegen hun eigen belang ingaan om de infrastructuren van informatie en communicatie massief te ontwrichten. De echte bedreiging komt niet zozeer van amateuristische hackers maar van hooggeschoolde professionals die hun diensten als cyberhuurlingen aan de man brengen.
Terroristische organisaties hebben meestal geen directe toegang tot elektronische massamedia zoals radio en televisie. Ze verspreiden  hun berichten voornamelijk via het internet over de hele wereld. De grotere terroristische groepen hebben zelf een website of hebben ‘fansites’ die aan hen gewijd zijn. Aum Shinrikyo, de groep die verantwoordelijk was voor de gasbommen in de metro van Tokio, heeft haar eigen website, en zo ook de Hezbollah, de anti-Israëlische verzetsorganisatie. Via hun sites bereiken deze organisaties het meest brede publiek.
Terroristen gebruiken het internet om traditionele vormen van terrorisme, zoals het laten ontploffen van bommen, te ondersteunen. Zij zetten websites op om hun boodschappen te verspreiden, sympathisanten te rekruteren, en zij gebruiken het om acties voor te bereiden en te coördineren. Het internet wordt niet alleen gebruikt als communicatiemedium, maar ook als slagveld.

## Voorbeelden
- Ramzi Yousef, die als hoofdverantwoordelijke wordt gezien,voor de bomaanslag op het World Trade Center in 1993, en in 1995 veroordeeld werd tot levenslang plus 240 jaar, gebruikte versleutelde bestanden voor een plan om een simultaan-aanslag te plegen op 12 Amerikaanse vliegtuigen (naast plannen voor moordaanslagen op de paus en Bill Clinton). Na een mislukt experiment met explosieven in een appartement in Manilla trof de Filipijnse politie een laptop aan waarop deze plannen waren opgeslagen. Het kostte de FBI meer dan een jaar om de code te kraken. De bedenker van deze plannen was waarschijnlijk zijn neef Khalid Sheikh Mohammed, bijgenaamd ‘het brein’. Deze in Koeweit geboren Pakistani werd op 1 maart 2003 door de Pakistaanse politie (maar onder leiding van de CIA) gearresteerd. Hij wordt beschouwd als het brein achter zowel de eerste aanslag op het WTC in 1993, als de tweede aanslag op 11 september 2001. Hij zou ook de hand hebben gehad in de aanslag op de Amerikaanse journalist Daniel Pearl. Hij zou de op 23 januari 2002 in Karachi ontvoerde journalist persoonlijk de strot hebben doorgesneden in het zicht van een videocamera. Mohammed, die zelf jaren in de Verenigde Staten studeerde, behoort tot de politieke top van Al-Qaida, waarin hij leiding geeft aan de ‘militaire commissie’. In een door de Arabische nieuwszender Al Jazeera uitgezonden herdenking, Eén jaar na 11/9 verklaarde ‘het brein’ openlijk: “Ik heb de doelwitten voor Heilige Dinsdag gekozen”.
- Een lid van de militante Indiaanse separatistische groep Harkat-ul-Ansar, Khalid Ibrahim, heeft geprobeerd om militaire software te kopen van hackers die dit gestolen hadden van computers van het Ministerie van Defensie.[7] Harkat-ul-Ansar is een van de 30 terroristische organisaties op de lijst van het Amerikaanse State Department. Zij verklaarde in augustus 2000 de oorlog aan de Verenigde Staten na de aanval met kruisraketten op een terroristisch trainingskamp in Afghanistan dat door Osama bin Laden werd gerund, en waarbij 9 van hun leden zouden zijn gedood. De poging om militaire software te kopen werd ontdekt toen een 18-jarige hacker (‘Chameleon’) uit Irivine, Californië probeerde om een cheque van Ibrahim van 1000 dollar te incasseren. Chameleon zei dat hij zelf niet over de software beschikte en deze niet aan Ibrahim heeft gegeven. Ibrahim zou de software of andere gevoelige informatie echter ook van een van de vele andere hackers die hij benaderde hebben kunnen verkrijgen. Veiligheidsexperts weten dat er een duidelijk verschil is tussen jongeren die voor hun plezier websites kraken en cyberterroristen die proberen serieuze schade te veroorzaken. Maar voor de inlichtingendiensten is het in eerste instantie lastig uit te maken of de aanvallen komen van een ontevreden werknemer, een hacker die zijn vaardigheden probeert te demonstreren, of een cyberterrorist die toegang probeert te krijgen tot gevoelige militaire informatie. ‘Chameleon’ ruilde zijn ambities als hacker in voor een job als veiligheidsconsulent.
- Het Provisional Irish Republican Army maakte gebruik van de diensten van ‘contract hackers’ om in te breken op computers waarin de privé-adressen van leden van justitie, politie en inlichtingendiensten liggen opgeslagen. Deze gegevens werden gebruikt om plannen te maken voor het vermoorden van deze functionarissen in een enkele “nacht van de lange messen” indien de Engelse overheid niet tegemoet zou komen aan hun voorwaarden voor een nieuwe wapenstilstand. Terroristen kunnen hackers dus gebruiken om inlichtingen te verwerven ter ondersteuning van fysiek geweld, ook al gebruiken zij dit niet om in cyberspace een puinhoop aan te richten.